# Lycia hanograecaria
Lycia hanograecaria är en fjärilsart som beskrevs av Bretschneider 1953. Lycia hanograecaria ingår i släktet Lycia och familjen mätare. Inga underarter finns listade i Catalogue of Life.